# Kellett XR-10
Kellett XR-10 là một loại trực thăng vận tải quân sự thử nghiệm được phát triển tại Hoa Kỳ trong thập niên 1940.

## Tính năng kỹ chiến thuật
Đặc điểm tổng quát
- Kíp lái: 2 phi công
- Sức chứa: 10 lính hoặc 6 cáng hoặc 3.550 lb (1.610 kg) hàng hóa
- Chiều dài: 29 ft 2 in (8.89 m)
- Đường kính rô-to chính:  2×  71 ft 0 in (21.64 m)
- Trọng lượng rỗng: 9.550 lb (4.340 kg)
- Trọng lượng có tải: 15.380 lb (6.990 kg)
- Động cơ: 2 × Continental R-975-15, 425 hp (317 kW) mỗi chiếc

Hiệu suất bay
- Vận tốc cực đại: 100 mph (160 km/h)
- Tầm bay: 350 dặm (560 km)
- Trần bay: 15.000 ft (4.600 m)